# Open 13 1999 - Qualificazioni singolare
Le qualificazioni del singolare  dell'Open 13 1999 sono state un torneo di tennis preliminare per accedere alla fase finale della manifestazione. I vincitori dell'ultimo turno sono entrati di diritto nel tabellone principale. In caso di ritiro di uno o più giocatori aventi diritto a questi sono subentrati i lucky loser, ossia i giocatori che hanno perso nell'ultimo turno ma che avevano una classifica più alta rispetto agli altri partecipanti che avevano comunque perso nel turno finale.
Le qualificazioni del torneo Open 13 1999 prevedevano 32 partecipanti di cui 4 sono entrati nel tabellone principale.

## Teste di serie
1. Dominik Hrbatý (Qualificato)
2. John van Lottum (primo turno)
3. Julián Alonso (primo turno)
4. Johan Van Herck (ultimo turno)

1. Orlin Stanojčev (ultimo turno)
2. Oscar Serrano-Gamez (secondo turno)
3. Christophe Van Garsse (primo turno)
4. Renzo Furlan (secondo turno)

## Qualificati
1. Dominik Hrbatý
2. Julien Boutter

1. Fredrik Jonsson
2. Cyril Saulnier

## Tabellone

### Legenda
| - Q = Qualificato - WC = Wild card - LL = Lucky loser | - ALT = Alternate - SE = Special Exempt - PR = Protected Ranking | - w/o = Walkover - r = Ritirato - d = Squalificato |

### Sezione 1
|  | Primo turno       | Primo turno       | Primo turno       | Primo turno | Primo turno |  |  | Secondo turno | Secondo turno   | Secondo turno | Secondo turno   | Secondo turno |   |   | Ultimo turno | Ultimo turno   | Ultimo turno | Ultimo turno | Ultimo turno |  |
|  |                   |                   |                   |             |             |  |  |               |                 |               |                 |               |   |   |              |                |              |              |              |  |
|  | 1                 | Dominik Hrbatý    | Dominik Hrbatý    | 6           | 6           |  |  |               |                 |               |                 |               |   |   |              |                |              |              |              |  |
|  |                   | Olivier Delaître  | Olivier Delaître  | 3           | 3           |  |  | 1             | Dominik Hrbatý  | 7             | 4               | 6             |   |   |              |                |              |              |              |  |
|  | Stéphane Huet     | Stéphane Huet     | Stéphane Huet     | 6           | 6           |  |  |               | Stéphane Huet   | 5             | 6               | 3             |   |   |              |                |              |              |              |  |
|  | Mickael Ali-Cayol | Mickael Ali-Cayol | Mickael Ali-Cayol | 4           | 2           |  |  |               |                 |               |                 |               |   |   | 1            | Dominik Hrbatý | 4            | 6            | 7            |  |
|  | Andrej Čerkasov   | Andrej Čerkasov   | Andrej Čerkasov   | 7           | 6           |  |  |               |                 |               | Andrej Čerkasov | 6             | 4 | 6 |              |                |              |              |              |  |
|  | Tomás Carbonell   | Tomás Carbonell   | Tomás Carbonell   | 6           | 1           |  |  |               | Andrej Čerkasov | 7             | 6               | 7             |   |   |              |                |              |              |              |  |
|  | 8                 | Renzo Furlan      | Renzo Furlan      | 6           | 6           |  |  | 8             | Renzo Furlan    | 5             | 7               | 6             |   |   |              |                |              |              |              |  |
|  |                   | Piet Norval       | Piet Norval       | 2           | 3           |  |  |               |                 |               |                 |               |   |   |              |                |              |              |              |  |

### Sezione 2
|  | Primo turno                | Primo turno                | Primo turno                | Primo turno     | Primo turno |  |  | Secondo turno          | Secondo turno          | Secondo turno  | Secondo turno | Secondo turno |   |   | Ultimo turno   | Ultimo turno   | Ultimo turno | Ultimo turno | Ultimo turno |  |
|  |                            |                            |                            |                 |             |  |  |                        |                        |                |               |               |   |   |                |                |              |              |              |  |
|  |                            | Donald Johnson             | Donald Johnson             | Donald Johnson  | W-O         |  |  |                        |                        |                |               |               |   |   |                |                |              |              |              |  |
|  | 2                          | John van Lottum            | John van Lottum            | John van Lottum |             |  |  | Donald Johnson         | Donald Johnson         | Donald Johnson | 5             | 2             |   |   |                |                |              |              |              |  |
|  | Julien Boutter             | Julien Boutter             | Julien Boutter             | 6               | 6           |  |  | Julien Boutter         | Julien Boutter         | Julien Boutter | 7             | 6             |   |   |                |                |              |              |              |  |
|  | Rogier Wassen              | Rogier Wassen              | Rogier Wassen              | 3               | 4           |  |  |                        |                        |                |               |               |   |   | Julien Boutter | Julien Boutter | 6            | 4            | 6            |  |
|  | Jean-François Bachelot     | Jean-François Bachelot     | Jean-François Bachelot     | 6               | 6           |  |  |                        |                        | Joan Balcells  | Joan Balcells | 3             | 6 | 4 |                |                |              |              |              |  |
|  | Salvador Navarro-Gutierrez | Salvador Navarro-Gutierrez | Salvador Navarro-Gutierrez | 4               | 1           |  |  | Jean-François Bachelot | Jean-François Bachelot | 7              | 3             | 4             |   |   |                |                |              |              |              |  |
|  |                            | Joan Balcells              | Joan Balcells              | 6               | 7           |  |  | Joan Balcells          | Joan Balcells          | 6              | 6             | 6             |   |   |                |                |              |              |              |  |
|  | 7                          | Christophe Van Garsse      | Christophe Van Garsse      | 4               | 6           |  |  |                        |                        |                |               |               |   |   |                |                |              |              |              |  |

### Sezione 3
|  | Primo turno             | Primo turno             | Primo turno             | Primo turno | Primo turno |  |  | Secondo turno   | Secondo turno   | Secondo turno   | Secondo turno   | Secondo turno   |   |   | Ultimo turno | Ultimo turno    | Ultimo turno    | Ultimo turno | Ultimo turno |  |
|  |                         |                         |                         |             |             |  |  |                 |                 |                 |                 |                 |   |   |              |                 |                 |              |              |  |
|  |                         | George Bastl            | George Bastl            | 6           | 6           |  |  |                 |                 |                 |                 |                 |   |   |              |                 |                 |              |              |  |
|  | 3                       | Julián Alonso           | Julián Alonso           | 1           | 2           |  |  | George Bastl    | George Bastl    | George Bastl    | 5               | 1               |   |   |              |                 |                 |              |              |  |
|  | Fredrik Jonsson         | Fredrik Jonsson         | 6                       | 6           | 6           |  |  | Fredrik Jonsson | Fredrik Jonsson | Fredrik Jonsson | 7               | 6               |   |   |              |                 |                 |              |              |  |
|  | Julien Jeanpierre       | Julien Jeanpierre       | 3                       | 7           | 1           |  |  |                 |                 |                 |                 |                 |   |   |              | Fredrik Jonsson | Fredrik Jonsson | 6            | 6            |  |
|  | Kevin Ullyett           | Kevin Ullyett           | Kevin Ullyett           | 6           | 6           |  |  |                 |                 | 5               | Orlin Stanojčev | Orlin Stanojčev | 3 | 2 |              |                 |                 |              |              |  |
|  | Juan-Albert Viloca-Puig | Juan-Albert Viloca-Puig | Juan-Albert Viloca-Puig | 3           | 4           |  |  |                 | Kevin Ullyett   | Kevin Ullyett   | 4               | 3               |   |   |              |                 |                 |              |              |  |
|  | 5                       | Orlin Stanojčev         | 6                       | 6           | 6           |  |  | 5               | Orlin Stanojčev | Orlin Stanojčev | 6               | 6               |   |   |              |                 |                 |              |              |  |
|  |                         | Sebastien Lami          | 7                       | 2           | 4           |  |  |                 |                 |                 |                 |                 |   |   |              |                 |                 |              |              |  |

### Sezione 4
|  | Primo turno        | Primo turno         | Primo turno        | Primo turno | Primo turno |  |  | Secondo turno | Secondo turno       | Secondo turno       | Secondo turno  | Secondo turno |   |   | Ultimo turno | Ultimo turno    | Ultimo turno | Ultimo turno | Ultimo turno |  |
|  |                    |                     |                    |             |             |  |  |               |                     |                     |                |               |   |   |              |                 |              |              |              |  |
|  | 4                  | Johan Van Herck     | 3                  | 6           | 6           |  |  |               |                     |                     |                |               |   |   |              |                 |              |              |              |  |
|  |                    | Jerome Loustalot    | 6                  | 1           | 3           |  |  | 4             | Johan Van Herck     | Johan Van Herck     | 6              | 6             |   |   |              |                 |              |              |              |  |
|  | Gastón Etlis       | Gastón Etlis        | Gastón Etlis       | 6           | 6           |  |  |               | Gastón Etlis        | Gastón Etlis        | 1              | 4             |   |   |              |                 |              |              |              |  |
|  | Yannick Goguey     | Yannick Goguey      | Yannick Goguey     | 0           | 3           |  |  |               |                     |                     |                |               |   |   | 4            | Johan Van Herck | 6            | 6            | 3            |  |
|  | Cyril Saulnier     | Cyril Saulnier      | Cyril Saulnier     | 6           | 6           |  |  |               |                     |                     | Cyril Saulnier | 7             | 3 | 6 |              |                 |              |              |              |  |
|  | Aleksandar Kitinov | Aleksandar Kitinov  | Aleksandar Kitinov | 4           | 1           |  |  |               | Cyril Saulnier      | Cyril Saulnier      | 6              | 6             |   |   |              |                 |              |              |              |  |
|  | 6                  | Oscar Serrano-Gamez | 6                  | 3           | 7           |  |  | 6             | Oscar Serrano-Gamez | Oscar Serrano-Gamez | 3              | 2             |   |   |              |                 |              |              |              |  |
|  |                    | Omar Camporese      | 3                  | 6           | 6           |  |  |               |                     |                     |                |               |   |   |              |                 |              |              |              |  |